# 세인트루이스 램버트 국제공항

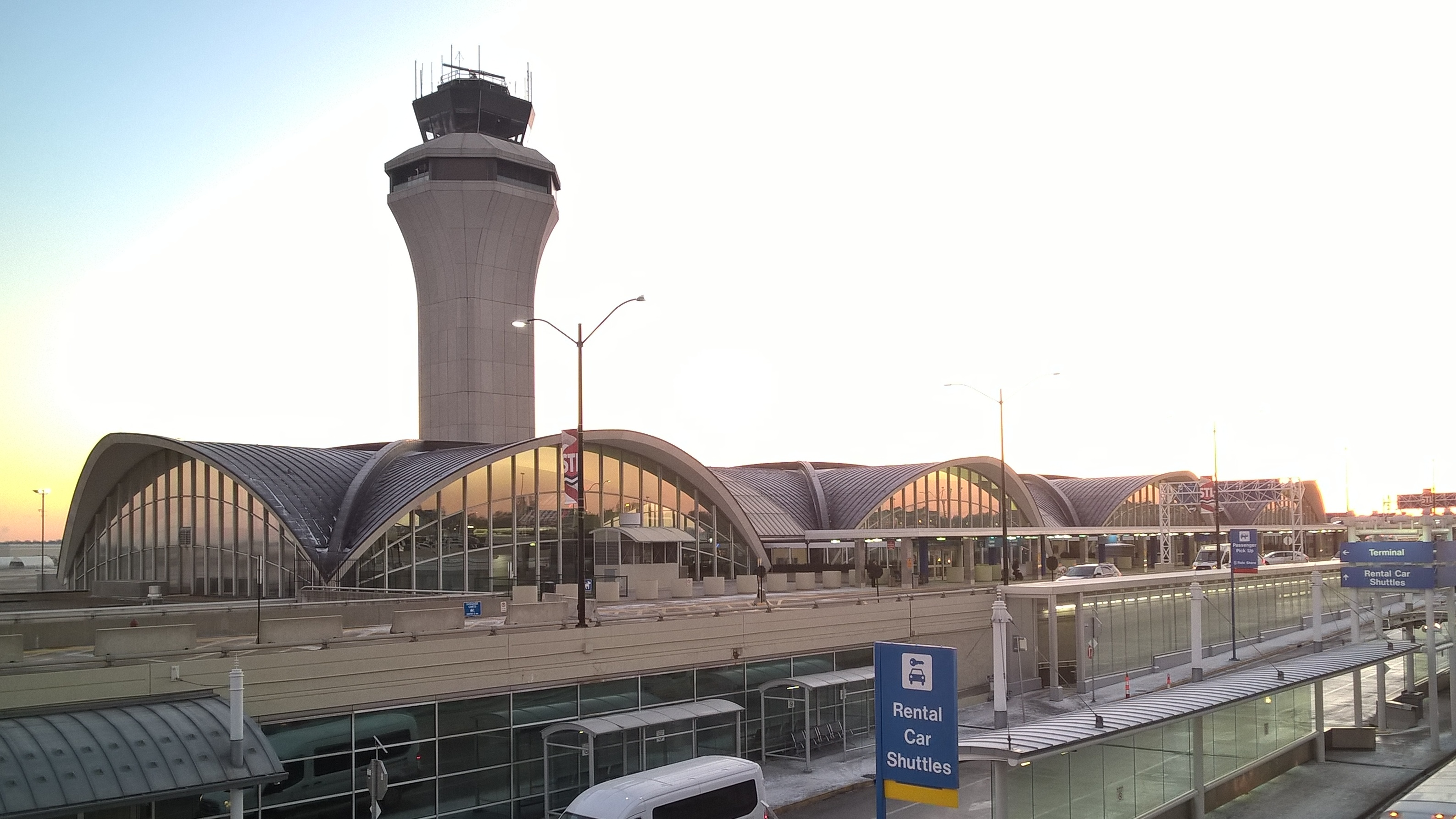

세인트루이스 램버트 국제공항(St. Louis Lambert International Airport, IATA: STL, ICAO: KSTL, FAA LID: STL)은 미국 미주리주 세인트루이스를 관할하는 주요 상업용 공항으로 램버트 필드(Lambert Field)로도 호칭되며 미주리주에서 가장 크고 가장 분주한 공항이며 미국 최대의 미디엄 허브 공항이다. 다운타운 세인트루이스에서 북서쪽으로 23킬로미터 지점에 위치해 있으며 명칭은 1923년 구강세정제 리스테린을 만든 램버트 제약회사의 회장이자 시내 최초 비행사 자격증 취득자인 앨버트 본드 램버트 회장의 이름을 따서 지어졌다.

## 활주로
| 활주로  | 길이                  | 너비            |
| ------- | --------------------- | --------------- |
| 12R/30L | 11,020 피트 (3,360 m) | 200 피트 (61 m) |
| 12L/30R | 9,013 피트 (2,747 m)  | 150 피트 (46 m) |
| 11/29   | 9,000 피트 (2,700 m)  | 150 피트 (46 m) |
| 6/24    | 7,603 피트 (2,317 m)  | 150 피트 (46 m) |